# Teribe (langue)
Le teribe, ou naso tjerdi, est une langue parlée par les indiens Naso ou Teribe. 
On la trouve principalement dans la Province de Bocas del Toro, au nord-ouest de Panama, et dans la partie sud du Costa Rica dans la Province de Puntarenas, mais cette langue est pratiquement éteinte. Elle fait partie  de la branche Talamanca de la famille des langues Chibchan. 
Elle compte environ 3 000 locuteurs, qui presque tous parlent l'espagnol. La langue est de type OVS. Son code ISO 639-3 est tfr.

## Écriture
| a | ã | ä | b | ch | d | e | ẽ | ë | g | gw | i | ĩ | j | k | kw | l | ll | m | n | ñ | o | õ | ö | p | r | s | sh | t | u | ũ | w | y | z |